# Partido de Izquierda Nacional
El Partido de Izquierda Nacional (PIN) fue un partido político chileno liderado por el senador Exequiel González Madariaga. Se creó en 1964, cuando un grupo de militantes del Partido Radical decidió no apoyar la candidatura presidencial de Julio Durán.
El grupo decidió separarse de la colectividad, que por aquel entonces participaba del gobierno derechista de Jorge Alessandri. De hecho, en un principio, el radical Durán era el abanderado del oficialista Frente Democrático de Chile, pero el inesperado resultado del Naranjazo provocó que los partidos Liberal, Conservador Unido y Acción Nacional apoyaran al demócratacristiano Eduardo Frei Montalva.
Ante esto, González Madariaga decidió unirse al Frente de Acción Popular (FRAP) y respaldar públicamente al candidato socialista Salvador Allende. El PIN participó activamente de la campaña del representante de la izquierda.
Tras las elecciones, ganadas finalmente por Frei Montalva, el partido tuvo una baja visibilidad pública y su participación política estuvo limitada. Hacia 1967 algunos de sus militantes se habían trasladado al Partido Democrático Nacional (PADENA), mientras que el propio senador González Madariaga retornó al Partido Radical.